# Prototype (Computerspiel, 2009)
Prototype ist ein Computerspiel, das von Radical Entertainment für Xbox 360, PlayStation 3 und Windows entwickelt und am 12. Juni 2009 veröffentlicht wurde. Es handelt sich um ein Open-World-Spiel in Third-Person-Perspektive, das Elemente eines Brawlers mit denen eines Shooters kombiniert.
In Deutschland erhielt es aufgrund von exzessiver Gewaltdarstellung von der USK keine Freigabe, daher verzichtete Activision auf eine deutschsprachige Veröffentlichung.
Die Fortsetzung Prototype 2 erschien am 24. April 2012 für Konsolen und im Juli 2012 für den PC.

## Handlung
Schauplatz des Spiels ist New York City. Hauptcharakter Alex(ander John) Mercer wacht in dem Genlabor „Gentek“ auf, welches, wie sich im Laufe des Spieles herausstellt, in eine Verschwörung verwickelt ist. Er kann sich an seine Vergangenheit nicht mehr erinnern, jedoch scheint er über übermenschliche Kräfte zu verfügen. Nun sinnt er nach Rache an den Leuten, die sein Leben zerstört haben. Während seiner Flucht aus dem Labor erfährt er, dass er die Fähigkeit besitzt, Menschen und somit ihre Erinnerungen und das Aussehen in sich aufzunehmen. Indem er mehr Menschen konsumiert, findet er mehr über seine Vergangenheit heraus und erfährt, dass er die Marionette einer Verschwörung ist. Unterdessen breitet sich in der Stadt eine merkwürdige Infektion aus, die Menschen in Zombies verwandelt. Das Spiel wird nun in Tagen erzählt, mit jedem weiteren Tag ist eine größere Prozentzahl aller Einwohner infiziert. Auf der Suche nach seiner Vergangenheit bekommt er unter anderem Hilfe von seiner Schwester und einem Arzt. Den Feind stellen die US-amerikanischen Söldner von „Blackwatch“, insbesondere eine Gestalt namens The Specialist dar. Je mehr Alex’ Erinnerung zurückkehrt, desto mehr Fähigkeiten kehren zurück. So kann er seine Arme beispielsweise in riesige, krallenbesetzte Klauen, ein Schwert, eine Art Peitsche oder schwere Hammerfäuste verwandeln.
Im Laufe des Spiels stellt sich heraus, dass das Virus, welches New York City in Panik versetzt, dem Militär unter dem Namen „BLACKLIGHT“ schon länger bekannt ist. Ein Test des Virus (damals ein anderer, weit weniger gefährlicher Stamm namens „REDLIGHT“) in der Kleinstadt Hope in Idaho geriet außer Kontrolle, weswegen die Blackwatch Soldaten den Befehl erhielten die gesamte Bevölkerung auszulöschen, wobei die einzigen Überlebenden die mysteriöse Frau Elizabeth Greene (bekannt unter dem Codenamen „MOTHER“) und ihr Kind (Codename „PARIAH“) sind, welche anschließend in das Gentek Labor gebracht wurden.
Alex erfährt durch das Verschlingen (im Spiel als „consume“ bezeichnet) wichtiger militärischer Kommandanten viel über sein Vorleben. Er arbeitete bei Gentek, wo erneut an einem Virus geforscht wurde, was ebenfalls außer Kontrolle geriet und das Projekt daraufhin eingestellt wurde. Anschließend sollten sämtliche Wissenschaftler, die an dem Projekt mitgearbeitet haben von Blackwatch eliminiert werden. Alex Mercer entkam mit einer Probe (DX-1118 Variante A, „BLACKLIGHT“) des Virus, wurde allerdings in der „Penn Station“ von Soldaten umzingelt. Er entschloss sich so viele Leute wie möglich mit in den Tod zu reißen und ließ die Probe fallen, woraufhin das Virus freigesetzt wurde. Dabei vermischte sich die DNS des Virus mit der Mercers und ließ ihn mit seinen übermenschlichen Kräften wieder auferstehen. Die Hauptfigur des Spiels ist deshalb gar nicht Alex Mercer, sondern nur eine Kopie Mercers, die das Virus bei dem Auslösen der Epidemie anfertigte, welche aber zunächst im Glauben ist selbst Mercer zu sein. Von Blackwatch wird er bzw. es „ZEUS“ genannt.
Auf seinem Weg die Vorfälle aufzudecken, lässt er, mehr oder weniger freiwillig, Elizabeth Greene aus dem Gentek-Labor frei, in der Hoffnung, sie würde ihm helfen, allerdings wird danach alles nur noch schlimmer. Es stellt sich heraus, dass sie als „Gehirn“ für alle Infizierten dient und setzt alles daran, Alex und das Militär zu vernichten. Ihr Sohn „PARIAH“ taucht nur noch in Abschnitten des „Web of Intrigue“ auf. In dieser Ansicht werden alle Erinnerungssequenzen gespeichert, welche Alex aufnimmt, wenn er markierte Ziele „konsumiert“. In einer Sequenz wird erwähnt, dass „PARIAH“ etwas komplett neues sei: Elizabeth Greene soll eine unvollständige Version mit Defekten des Virus sein, Alex „etwas mehr“ und PARIAH womöglich die ultimative Repräsentation des Virus. Es ist daher nicht unwahrscheinlich, dass, im Falle einer Fortsetzung, PARIAH eine zentrale Rolle spielen würde.
Als die Infektion in New York immer unberechenbarer wird, beschließt das Militär, Manhattan mithilfe einer Atombombe zu zerstören. Mercer, bzw. das Blacklight Virus, infiltriert jedoch den US. Flugzeugträger (USS Ronald Reagan), in der die Bombe untergebracht ist, und fliegt sie weit genug von der Stadt weg, wo er sie ins Meer fallen lässt, bevor sie in Manhattan explodiert.

## Technik
Das Spiel basiert auf der gleichen Engine, die Radical Entertainment schon für Hulk: Ultimate Destruction benutzte. Die Engine Titanium macht es möglich, Heerscharen von Gegnern gleichzeitig auf dem Bildschirm anzuzeigen, ohne dass die Systemleistung darunter leidet. Daneben ist sie besonders für die Darstellung von Katastrophenszenarien geeignet.

## Rezeption
Bis auf ein paar brachiale Actionmomente habe Prototype nichts zu bieten. Lediglich die ersten 15 Minuten seien gut inszeniert. Der Vergleich mit Infamous dränge sich auf, da ebenfalls ein Held mit Superkräften, eine Großstadt unter Quarantäne, Chaos und Monster, sowie Action und Akrobatik vorkommen, die jedoch in allen wichtigen Bereichen wesentlich intelligenter und eleganter designt seien. Die Fassaden des technisch schwachen Prototype seien steril, die Texturen schwach, die Explosionen altertümlich, das Wasser schrecklich und obwohl die Sichtweite gering ist, treten ständig Pop-ups auf. Auch das Spielerlebnis sei ernüchternd: der Spieler erhält weder moralisches noch spielerisches Feedback. Die Spielzeit sei mit 12 Stunden eher mager, abgesehen vom Haupterzählstrang und langweiligen Events gäbe es nichts zu tun. Es fehle die Abwechslung. Das Spiel bleibe unterhalb der Erwartungen. Das Spiel übermittele das Gefühl persönlicher Macht so gut wie kein anderer Titel. Es scheitere jedoch an uninspirierten Missionsdesign und einer schwachen Präsentation. Das schlecht ausbalancierte Spielgeschehen sei störend. Aus dem einfachen Spielprinzip werde alles herausgeholt. Eine Taktik sei zwar nicht nötig, um die Gegner zu besiegen, durch bestimmte Kombinationen sei es jedoch einfacher, was zum Experimentieren einlädt. Dadurch, dass der Protagonist sehr hoch springen kann, lassen sich auch Laufwege in andere Stadtviertel der offenen Spielwelt schnell meistern. Das Spiel mache deutlich mehr Spaß, als es objektive Qualität habe.

## Nachfolger
Die Fortsetzung von Prototype erschien am 24. April 2012 für die Xbox 360 und die PlayStation 3, für Windows in Europa am 27. Juli desselben Jahres. Der Spieler versucht als Sergeant James Heller, Alex Mercer bzw. seine Kopie zu eliminieren. Heller war während der Handlung des ersten Teils im Irak stationiert. In dieser Zeit wird seine Familie in New York getötet. Nach seiner Rückkehr, die in der „heißen Phase“ des Kampfes zwischen den Infizierten und der Soldaten stattfindet, wird auch er in New York getötet. Doch der Virus, in Form von Alex Mercer, erkennt das Potenzial von James Heller und infiziert ihn. Somit erhält James Heller auch die Kräfte Mercers. Heller macht Alex für das ganze Chaos in NY verantwortlich und möchte ihn deshalb töten.
Der Nachfolger wurde regulär in Deutschland veröffentlicht.
Gleichzeitig zur Veröffentlichung von dem zweiten Teil veröffentlichte Dark Horse Comics eine Comic-Serie zum Spiel.